# 아사쿠라촌 (에히메현)
아사쿠라촌(朝倉村)은 에히메현 도요지방에 있던 촌이며, 오치군에 속했다.
이웃한 옛 이마바리시 등지에서 주택을 찾아 이사하는 사람이 있어 국내에서도 몇 안 되는 인구가 증가하던 마을이기도 했다.「마을」이라고는 하지만, 인구가 약 5천명으로 에히메현내의 다른 「마을」과 비교해도 손색이 없는 존재였다. 에히메현에서는 마지막 촌 중 하나이며, 소멸로 현내에서 촌이 사라졌다.

## 지리
구 아사쿠라촌은 구: 이마바리시와 접하며 이마바리 평야 내륙부에 위치하고 있다.
북쪽은 트이고 이마바리시와 평지로 접하고 있으나 다른 세 쪽은 산지로 둘러싸여 있다. 산지는 삼림으로 덮여 있어 도요시(현: 사이조시)에서 발원하는 돈다 강 상류 지역에 해당하고 돈다 강은 마을을 관통하여 이마바리 시 동부를 거쳐 스이탄(세토 내해)으로 흘러들고 있다.

## 역사
- 1889년 12월 15일 - 정촌제 시행과 함께 아사쿠라촌이 성립하였다.
- 2005년 1월 16일 - 이마바리시, 오치군 다마가와정, 나미카타정, 오니시정, 기쿠마정, 요시우미정, 미야쿠보정, 하카타정, 가미우라정, 오미시마정, 세키젠촌이 합병해 새로운 이마바리시가 되어 아사쿠라촌은 소멸하였다.

## 교통

### 도로
- 에히메현도 제154호선
- 에히메현도 제155호선
- 에히메현도 제162호선